# Bar-sur-Seine
Bar-sur-Seine là một xã trong tỉnh Aube, thuộc vùng Grand Est của nước Pháp, có dân số là 3510 người (thời điểm 1999).

## Thông tin nhân khẩu
| 1962  | 1968  | 1975  | 1982  | 1990  | 1999  |
| ----- | ----- | ----- | ----- | ----- | ----- |
| 2.559 | 2.786 | 3.155 | 3.572 | 3.630 | 3.510 |